# Haworthia mucronata var. habdomadis
Haworthia mucronata var. habdomadis, és una varietat de Haworthia mucronata del gènere Haworthia de la subfamília de les asfodelòidies.															

## Descripció
Haworthia mucronata var. morrisiae és una varietat de Haworthia mucronata que prolifera lentament. Les rosetes són sense tija més o menys agrupades, de 6 a 12 cm de diàmetre i entre 30 a 40 fulles. Algunes formes tenen fulles espinoses, d'altres no. Les fulles són més amples i curtes que la var. mucronata.

## Distribució i hàbitat
Aquesta varietat creix a la província sud-africana del Cap Occidental, concretament a l'àrea al voltant de Seweweekspoort. En el seu hàbitat creix en gresos. Al nord de Seweweekspoort creix alguna forma intermèdia de H. decipiens, H. arachnoidea i potser la var. habdomadis també es barregi allí.

## Taxonomia
Haworthia mucronata var. habdomadis va ser descrita per (Poelln.) M.B.Bayer i publicat a Haworthia Revisited: 120, a l'any 1999.
Etimologia
Haworthia: nom en honor del botànic britànic Adrian Hardy Haworth (1767-1833).
mucronata: epítet llatí que significa "punxegut" i fa referència a la forma de la fulla.
var. habdomadis: epítet geogràfic a on es va trobar, a l'àrea de Seweweekspoort.
Sinonímia
- Haworthia habdomadis Poelln., Repert. Spec. Nov. Regni Veg. 46: 271 (1939). (Basiònim/Sinònim substituït)
- Haworthia inconfluens var. habdomadis (Poelln.) M.B.Bayer, Haworthia Handb.: 121 (1976).[6]